# Кантин, Сильви
Сильви Кантин (фр. Sylvie Cantin; род. 15 марта 1970 года, в Квебеке, Канада) — канадская конькобежка. Участница зимних Олимпийских игр 1998 года, 3-кратная призёр чемпионата Канады.

## Биография
Сильви Кантин родилась в городе Лореттвилль, который был включён в 2002 году в агломерацию Квебека. Начала заниматься конькобежным спортом в возрасте 5-ти лет. Уже в 13 лет она выступала на чемпионате Канады в младшей возрастной категории, а  через год стала 2-й на юниорском чемпионате Канады в многоборье. В 1987 году после 3-го места на чемпионате страны дебютировала на чемпионате мира среди юниоров. С 1988 года участвовала на взрослом чемпионате Канады.  
В 1989 году Сильви победила на чемпионате Канады среди юниоров в сумме многоборья, а в сезоне 1989/90 дебютировала на Кубке мира. В 1993 и 1994 годах была 2-й в многоборье на чемпионате Канады. В том же 94-м ей не хватило семь десятых секунды, чтобы отобраться на Олимпиаду в Лиллехаммере. Тогда же на дебютном чемпионате мира в Бьютте заняла 22-е место в многоборье. В декабре 1994 заняла 3-е место на чемпионате страны. 
После этого она переехала в Монреаль, чтобы продолжить учёбу, в то время как команда базировалась в Квебеке, и в течение двух лет не могла тренироваться. В 1997 году Сильви бросила учёбу и в течение пяти месяцев усердно тренировалась, после чего прошла Олимпийскую квалификацию на дистанции 1000 м с личным рекордом 1;19,16 сек. В феврале 1998 года она заболела, но всё же участвовала на зимних Олимпийских играх в Нагано, где заняла 32-е место в забеге на 1000 м. В том же году решила официально завершить карьеру.

## Личная жизнь и работа
Сильви Кантин окончила Университет Лаваля в степени бакалавра наук в области физической активности. Позже окончила докторантуру по медицине в Университете Монреаля. В настоящее время Сильви занимается семейной медициной в Онтарио и принимает пациентов в клинике. Она работает с 2003 года в отделении неотложной помощи больницы Пемброка, а также в педиатрии и паллиативной помощи. Она мать троих детей, в том числе двух мальчиков, которые занимаются хоккеем. Сама ведёт активный образ жизни, бегает, а летом играет в футбол.

## Внешние ссылки
- - Профиль на сайте Международного союза конькобежцев isu
- - Результаты на the-sports.org
- - профиль на сайте Олимпийского комитета Канады
- - Статистика на schaatsstatistieken.nl